# Gnathia cornuta
Gnathia cornuta är en kräftdjursart som beskrevs av David Malcolm Holdich och Harrison 1980. Gnathia cornuta ingår i släktet Gnathia och familjen Gnathiidae. Inga underarter finns listade i Catalogue of Life.